# Windows Server 2008 R2
Pour les articles homonymes, voir Windows (homonymie).
Windows Server 2008 R2 est le système d'exploitation de Microsoft qui succède à Windows Server 2008. C'est la version serveur de Windows 7, dont il partage le noyau, Windows NT 6.1. C'est la première version serveur de Windows à être publiée le même jour que sa version client depuis Windows 2000 Server (Windows Server 2003 et 2008 ayant été commercialisés bien après Windows XP et Windows Vista, leurs bases respectives.).
Windows Server 2008 R2 est disponible uniquement dans une architecture 64 bits.

## Histoire
Windows Server 2008 R2 fut présenté pour la première fois lors de la PDC 2008, l'évènement annuel de Microsoft réunissant les développeurs travaillant sur ses plates-formes. À l'issue de cette conférence, c'est une première version de Windows Server 2008 R2 qui est offerte au développeur, la Milestone 3 (Build 6801). On remarquera que cette version est "en retard" si on la compare aux différentes versions utilisées durant la présentation, comme la Build 6933.
Une version bêta 1 est publiée le 7 janvier 2009 pour les abonnés Technet et MSDN, le 9 janvier pour l'ensemble du public via le centre de téléchargement Microsoft. Le portail MSDN permet de télécharger Windows Server 2008 R2 bêta en anglais dans les trois versions (Datacenter, Enterprise et Standard) et dans deux cibles (x64 et ia64). Ces versions sont datées du 7 janvier 2009. Un module linguistique est également disponible pour les deux cibles.
La RC (Release Candidate) est quant à elle disponible le 30 avril 2009 pour les abonnés aux services MSDN et Technet, alors que les autres devront attendre le 5 mai 2009.
La version finale (RTM) est compilée le 13 juillet 2009, sa disponibilité générale est alors annoncée pour le 22 octobre 2009.
La fin de support étendu de Windows 2008 et Windows 2008 R2 est annoncée pour le 14 janvier 2020.

## Nouveautés

### Virtualisation
Windows Server 2008 R2 embarque la nouvelle version de la "couche de virtualisation" conçue pour Windows Server, Hyper-V 2008 R2. Avec cette plate-forme, Microsoft affiche le désir de contrer les solutions de la société VMware, dont ESX Server et son outil de migration P2V.
Pour y parvenir, Microsoft introduit de nombreuses fonctionnalités qui faisaient défaut à Hyper-V 2008 dont Live Migration, qui permet de migrer, à chaud, un système invité d'une machine physique à une autre, sans perturber le service pour les clients, pour qui l'opération devient transparente.